# Ángel Barrientos Pastrana
Ángel Barrientos Pastrana, més conegut com a Gelo, és un exfutbolista castellanolleonès. Va nàixer a Lleó el 10 d'agost de 1967. Ocupava la posició de defensa.

## Trajectòria
Va romandre la major part de la seua carrera entre la Cultural Leonesa i el Real Burgos. Amb el conjunt burgalés debutaria a primera divisió en un encontre de la campanya 91/92, mentre que la temporada 93/94, disputava 29 partits a la categoria d'argent amb aquest mateix equip. Es va retirar mentre militava a la Cultural Leonesa, a causa d'una lesió.